# Marjorie de Sousa

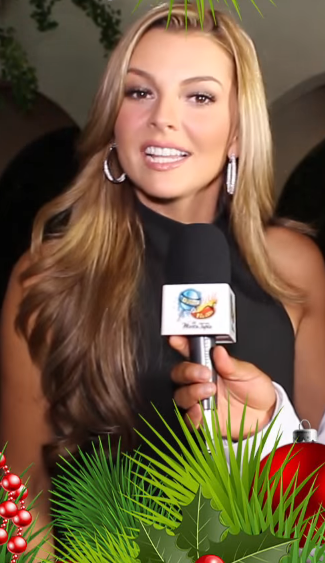

Marjorie de Sousa, nata Marjorie Lissette de Sousa Rivas (23 aprile 1980), è un'attrice venezuelana, nota soprattutto come interprete di telenovelas.

## Filmografia

### Cinema
- La cosa più semplice è complicare tutto (Lo más sencillo es complicarlo todo), regia di Rene Bueno (2018)

### Televisione
- Amantes de luna llena – 47 episodi (2000)
- Guerra de mujeres (2001)
- Gata salvaje (2002)
- Rebeca (2003)
- Mariana de la noche (2003)
- Ser bonita no basta (2005)
- Y los declaro marido y mujer (2006)
- Amor comprado (2008)
- ‽Vieja yo? (2008)
- Pecadora – 144 episodi (2009)
- Sacrificio de mujer – 101 episodi (2011)
- Corazón apasionado – episodio 1.01 (2012)
- Amores verdaderos – 169 episodi (2012)
- Hasta el fin del mundo – 192 episodi (2014)
- Sueno de amor – 81 episodi (2016)
- Mi marido tiene familia (2017)
- Descontrol – episodio 1.05 (2018)
- Al otro lado del muro – 78 episodi (2018)
- Un poquito tuyo – 79 episodi (2019)